# Yaxcopil
Yaxcopil es una localidad del municipio de Peto en Yucatán, México.

## Toponimia
El nombre (Yaxcopil)  proviene del idioma maya.

## Localización
La población de Yaxcopil se encuentra al sur de Peto.

## Datos históricos
- En 1921 cambia de nombre de Yaxcopil a Yaxcopoil.
- En 1930 cambia de nombre a Yaxcopil.

## Importancia histórica
Tuvo su esplendor durante la época del auge henequenero y emitió fichas de hacienda las cuales por su diseño son de interés para los numismáticos. Dichas fichas acreditan la hacienda como propiedad de Florencio Tamayo.

## Demografía
Según el censo de 2005 realizado por el INEGI, la población de la localidad era de 389 habitantes, de los cuales 204 eran hombres y 185 eran mujeres.
| 47                          | 64 | 81 | 127 | 125 | 169 | 195 | 262 | 282 | 366 | 400 | 409 | 389 |
| (Fuente: INEGI [Consultar]) |    |    |     |     |     |     |     |     |     |     |     |     |